# ابتکار جانوران وحشی
ابتکار جانوران وحشی (به انگلیسی: Wild Animal Initiative)، یک سازمان غیرانتفاعی است که بر بهبود رفاه جانوران وحشی با ایجاد زمینه پیشنهادی زیست‌شناسی رفاه تمرکز دارد. این یکی از سه «مؤسسه خیریه برتر» است که توسط ارزیابی‌کنندگان خیریه جانوران توصیه شده‌است.
ابتکار جانوران وحشی در سال ۲۰۱۹ با ادغام سازمان‌های Utility Farm (بنیان‌گذاری‌شده در سال ۲۰۱۶ توسط آبراهام رو) و Wild-Animal Suffering Research (بنیان‌گذاری‌شده در سال ۲۰۱۷ توسط Persis Eskander) تأسیس شد. مأموریت اعلام‌شده آن «درک و بهبود زندگی جانوران وحشی» با مطالعه علل طبیعی درد و مرگ جانوران، مانند بلایای طبیعی، بیماری و گرسنگی است.